# Фонсека, Агиналду Бриту
Агина́лду Бри́ту Фонсе́ка (порт. Aguinaldo Brito Fonseca; родился 20 сентября 1922, в г. Минделу, о. Сан Висенте — 24 января 2014) — поэт из Кабо-Верде. Писал на португальском языке.
Агиналду Бриту Родился 20 сентября 1922 года на острове Сан Висенте в Кабо-Верде. Рос без матери. На родине у него не было финансовых перспектив, поэтому в 1945 году он отправился в Лиссабон, где стал офисным клерком.
Первые стихи были опубликованы в середине 40-х годов XX века. В 1951 вышел сборник «Линия горизонта», в 1958 опубликована подборка стихов в «Культурном приложении» к «Бюллетеню Зелёного Мыса». Фонсека сотрудничал с прогрессивной периодикой Португалии и Кабо-Верде.
В русском переводе печатался в сборниках: 
- Взглядом сердца, М., 1961;
- Здесь и трава родится красной, М., 1967;
- Поэзия Африки. Библиотека Всемирной литературы, т. 131, М., 1973.